# Pac-Man (personaggio)
Pac-Man (パックマン?, Pakkuman) è un personaggio immaginario protagonista del videogioco arcade Pac-Man. Creato nel 1980 da Tōru Iwatani compare come personaggio giocante in numerosi sequel, crossover e nella serie animata omonima. La mascotte della Namco è inoltre presente in numerosi videogiochi, tra cui la serie Ridge Racer e Mario Kart Arcade GP.
Il personaggio si presenta come un disco di colore giallo, privo di uno spicchio in corrispondenza della bocca. Nonostante venga ritratto nelle immagini ufficiali dotato di scarponi o cappello, Pac-Man assumerà questo aspetto all'interno dei giochi solamente a partire da Pac-Land.

## Nome
Il nome originale deriva dall'onomatopea giapponese pakupaku (パクパク?), che descrive il rapido movimento della bocca ed è associata all'ingozzarsi rumorosamente. Inizialmente il videogioco che vede protagonista la pallina gialla doveva essere distribuito in Occidente come Puck-Man, ma il titolo venne mutato in Pac-Man per la somiglianza con una parolaccia della lingua inglese. La modifica del nome è attribuita a un anonimo dirigente della Bally Midway.
Nell'anime Pac-Man e le avventure mostruose Pac-Man è soprannominato Pacster o semplicemente Pac.

## Creazione

Rappresentazione stilizzata di Pac-Man

Il creatore Tōru Iwatani ha perpetuato per anni la leggenda che Pac-Man fosse ispirato alla pizza. In realtà in un'intervista del 1986 ha rivelato che il personaggio trae spunto dal carattere kuchi (口?) che significa bocca. Secondo Bandai Namco Entertainment il colore giallo è ispirato ai mattoncini LEGO.

## Apparizioni
Pac-Man appare come personaggio giocante in numerosi videogiochi tra cui l'originale Pac-Man e i seguiti arcade Super Pac-Man, Pac-Man Plus e Pac-Mania. È inoltre protagonista di spin-off come Pac-Land, Pac-Panic e Pac-Man World, che calano il personaggio in ambientazioni differenti dal classico labirinto popolato da fantasmi.
Sono numerosi anche i cameo all'interno di altre opere, in particolare videogiochi. La prima comparsa in un videogioco non sviluppato da Namco è in Kick, prodotto da Midway e ripubblicato come Kick-Man per sfruttare la popolarità del personaggio.
Pac-Man conta numerose apparizioni nella serie di simulatori di guida Ridge Racer, creata da Namco, e Mario Kart. Oltre a comparire in Mario Kart Arcade GP, Mario Kart Arcade GP 2 e Mario Kart Arcade GP DX, incarnazioni arcade dei videogiochi di corse su go-kart, Pac-Man è presente come personaggio giocante in Super Smash Bros. per Nintendo 3DS e Wii U e compare nuovamente in Super Smash Bros. Ultimate. È stato inoltre realizzato un amiibo del personaggio, compatibile con vari giochi tra cui Mario Kart 8, Yoshi's Woolly World, Super Mario Maker e Ace Combat: Assault Horizon Legacy+. Pac-Man è infine presente nella versione di Street Fighter X Tekken per PlayStation 3 e PlayStation Vita.
Nelle opere televisive e cinematografiche compare innumerevoli volte, oltre che in cartoni animati come I Simpson e Futurama, anche nei film Tron, Ralph Spaccatutto e Pixels.

## Popolarità

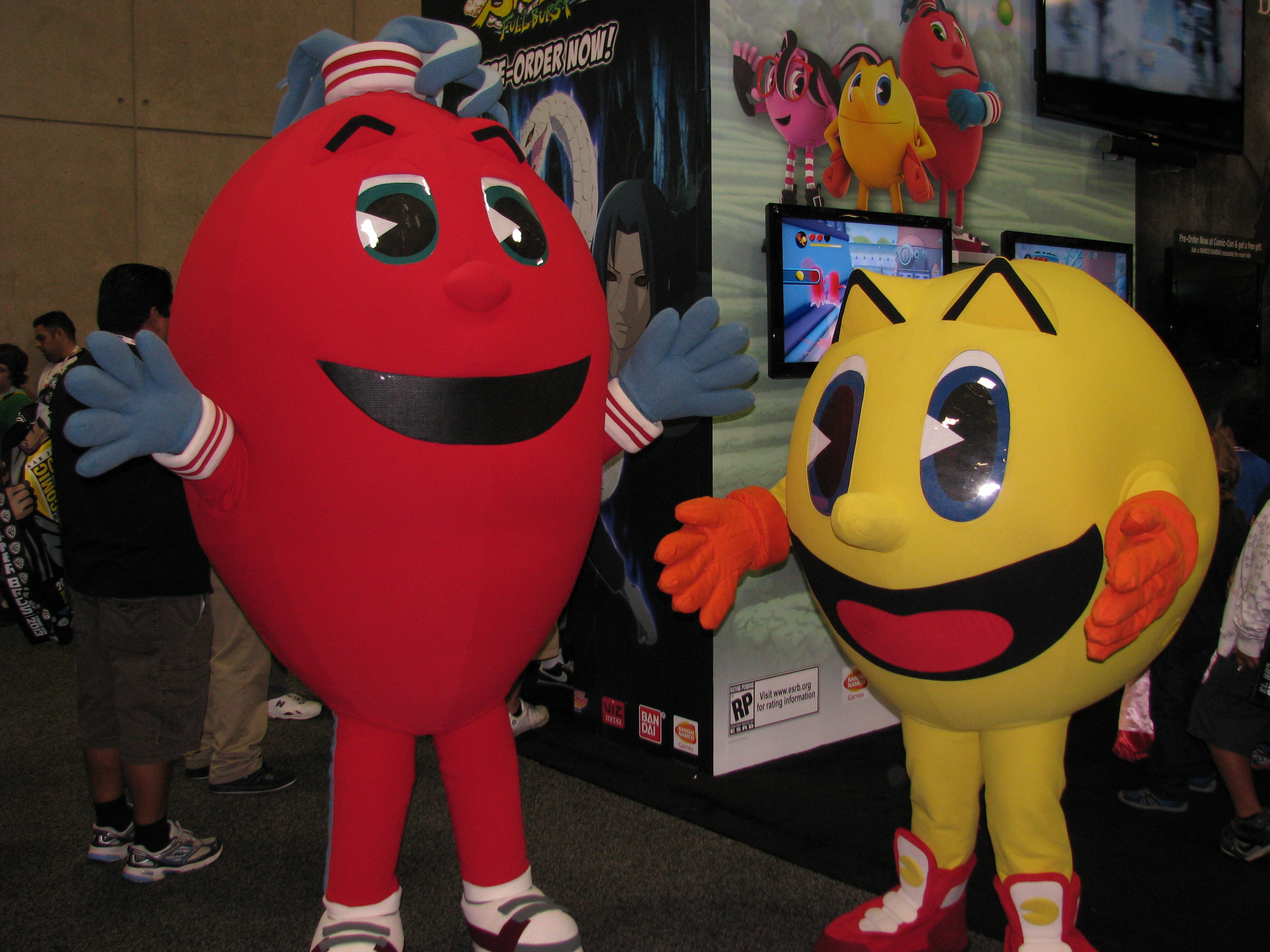
Cosplay di Pac-Man e Spirale

Negli Stati Uniti d'America la popolarità di Pac-Man supera quella di Mario. GamerRadar lo ha incluso nella sua classifica dei 100 eroi dei videogiochi, segnalandolo come personaggio più antico della lista.
Il nomignolo Pacman è stato utilizzato da alcuni sportivi tra cui giocatore di football americano Adam Jones e il pugile Manny Pacquiao.